# Igor Obert
Igor Obert (* 14. července 1982) je slovenský fotbalový obránce, momentálně hrající za slovenský celek FKM Nové Zámky.

## Kariéra
S fotbalem začínal v FK Tempo Partizánske a postupně hrál také za FK Radvaň, Topvar Topoľčany, Žiar nad Hronom a Duslo Šaľa, kde také nakoukl do seniorského fotbalu. V létě 2007 přestoupil do MFK Dubnica, kde si odbyl debut v Corgoň lize. V létě 2010, po třech sezonách v Dubnici, přestoupil do DAC Dunajská Streda, kde patřil k nejdůležitějším hráčům. Po sezoně měl nabídku ze Senice, ale odešel do Řecka do týmu Olympiakos Volou. Olympiakos měl původně hrát Evropskou ligu, ale kvůli ovlivňování zápasů byl vyloučen jak z evropských soutěží, tak z 1. řecké ligy. Ještě v průběhu podzimu se vrátil do Dunajské Stredy, které v té době ovšem byla sužována finančními problémy. V zimě 2012 proto odešel nejprve na testy a později na přestup do FC Vysočina Jihlava. V červnu 2013 mu tady vypršela smlouva a vedení Jihlavy se ji rozhodlo neprodloužit. V červenci téhož roku pak zamířil do Zemplínu Michalovce.

## Úspěchy
- FC Vysočina Jihlava
  - postup do Gambrinus ligy (2011/12)